# Station Cipunegara

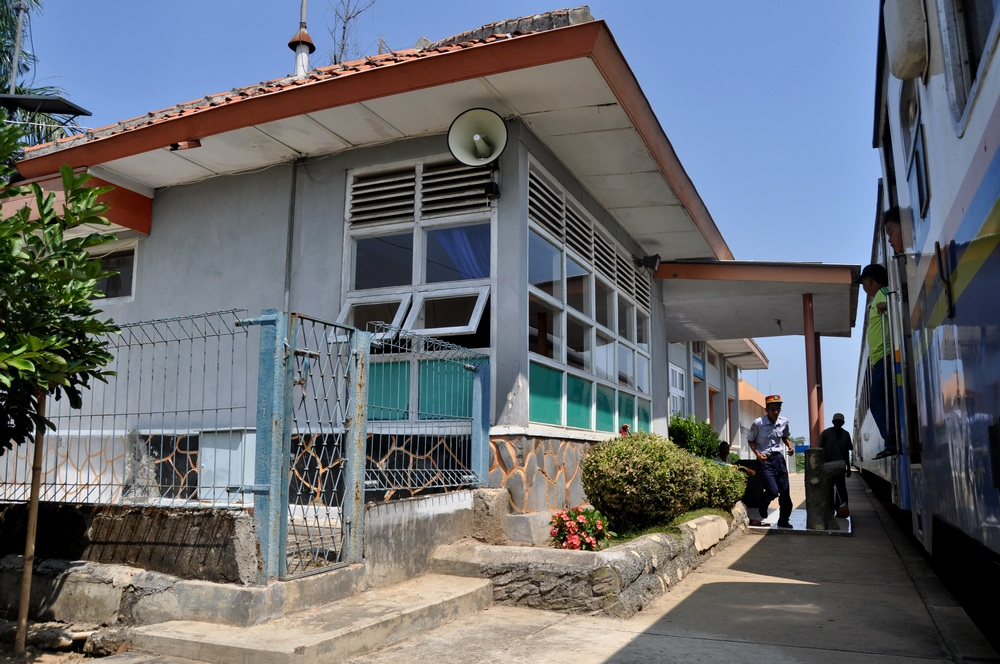
Station Cipunegara (2010).

Cipunegara is een spoorwegstation in de Indonesische provincie West-Java.